# Degrassi: The Next Generation
Degrassi: The Next Generation è una serie televisiva canadese, prodotta dal 2001 al 2015 per un totale di 14 stagioni e 385 episodi.
La serie è un sequel di altre serie TV degli anni ottanta ambientate nella scuola Degrassi Community School. Ne riprende le tematiche sociali, rapportate ai ragazzi degli anni duemila. Sebbene ovviamente gli studenti che frequentano la Degrassi siano cambiati, non mancano i collegamenti con la saga madre e persino qualche attore dell'epoca.
La serie è stata trasmessa in anteprima in Canada da CTV Television Network in contemporanea con gli Stati Uniti d'America fino al 2011. Successivamente la serie è passata al canale MuchMusic, per due stagioni, e in seguito su MTV Canada.
In Italia è stata trasmessa da Italia 1 dall'estate del 2006. Per le prime tre stagioni è stata trasmessa col nome Degrassi Junior High (che invece è il nome di una delle serie degli anni ottanta); dalla quarta stagione anche il nome è identico a quello originale inglese Degrassi: The Next Generation. La serie non è stata presa molto in considerazione da Mediaset che, dalla quarta stagione, l'ha sempre usata come tappabuchi durante la trasmissione notturna fino al termine della sesta stagione per poi non riproporla più. È stata in seguito acquistata da MTV che ha trasmesso regolarmente il pomeriggio le stagioni 8 e 9 dal 9 gennaio 2012. La settima stagione risulta tuttora inedita così come alcuni episodi della quarta e sesta stagione e le ultime cinque stagioni.
La serie, giungendo sino alla quattordicesima stagione, raggiunge il record di durata di altre grandi serie, come Dallas, California e Bonanza. Tra i teen drama, invece, supera One Tree Hill (9 stagioni) e Beverly Hills 90210 e Smallville (10 stagioni ciascuna), divenendo il più longevo di sempre.
Dopo la chiusura della serie nel 2015, ne è stata ordinata subito un'altra, questa volta in onda sul canale Family Channel in co-produzione con Netflix, intitolata Degrassi: Next Class, in onda dal 4 gennaio 2016 al 30 giugno 2017.

## Trama
Protagonista della serie è Emma Nelson, la ragazzina nata 12 anni prima, dalla relazione della madre Spike con l'enigmatico Shane, adesso chiuso in una casa di cura. La madre si è ora innamorata dell'ex compagno di classe Snake, che peraltro è uno dei professori di Emma. La relazione dei due, all'inizio non è ben accolta da Emma. Viene raccontata la vita scolastica e non, di Emma e suoi numerosi amici: la svampita Manny, il tecnologico Toby, il simpaticone J.T. , la sovrappeso Terry, la strana Liberty, il bullo Spinner, il musicista Craig, la snob Paige, e molti altri. Tra di loro, nascono amicizie, inimicizie e molti amori. Questi ragazzi affrontano problemi tematiche importanti come l'aborto, il sesso, la droga, l'adozione, i problemi familiari, le prime cotte, l'amicizia. Emma si legherà sentimentalmente al teppista Sean, ma tra i due non mancheranno equivoci, litigate, separazioni e ritorni di fiamma. I due si ritroveranno nella settima serie, ma il loro rapporto non ha raggiunto la stabilità assoluta.

## Personaggi e interpreti
- Emma Nelson (stagioni 1-9), interpretata da Miriam McDonald, doppiata da Letizia Ciampa.
- Jimmy Brooks (stagioni 1-7, guest 8), interpretato da Aubrey Drake Graham, doppiato da Angelo Evangelista.
- Terri McGreggor (stagioni 1-3), interpretata da Christina Schimdt, doppiata da Perla Liberatori.
- Ashley Kerwin (stagioni 1-4, guest 5, ricorrente 6-7), interpretata da Melissa McIntyre, doppiata da Myriam Catania (st. 1-3) e da Federica De Bortoli (st. 4-5).
- Liberty Van Zandt (stagioni 1-8, guest 9), interpretata da Sarah Barrable-Tishauer, doppiata da Joy Saltarelli.
- Manny Santos (stagioni 1-9), interpretata da Cassie Steele, doppiata da Veronica Puccio.
- Archie "Snake" Simpson (stagioni 1-14), interpretato da Stefan Brogren, doppiato da Stefano Benassi.
- Tobias "Toby" Isaacs (stagioni 1-5, ricorrente 6-7, guest 8), interpretato da Jake Goldsbie, doppiato da Gabriele Patriarca.
- Gavin "Spinner" Mason (stagioni 1-9, guest 14), interpretato da Shane Kippel, doppiato da Paolo Vivio.
- J.T. Yorke (stagioni 1-6), interpretato da Ryan Cooley, doppiato da Stefano De Filippis.
- Paige Michalchuk (stagioni 1-7, ricorrente 8), interpretata da Lauren Collins, doppiata da Letizia Scifoni (prima voce) e da Roberta De Roberto (seconda voce).
- Sean Cameron (stagioni 1-6, guest 7), interpretato da Daniel Clark, doppiato da Luigi Morville.
- Mr. Daniel Raditch (stagioni 1-4), interpretato da Daniel Woods, doppiato da Eugenio Marinelli.
- Joey Jeremiah (stagioni 2-5, guest 1), interpretato da Pat Mastroianni, doppiato da Luigi Ferraro.
- Craig Manning (stagioni 2-5, guest 6-7-8), interpretato da Jake Epstein, doppiato da David Chevalier.
- Hazel Aden (stagioni 3-5, ricorrente 1-2), interpretata da Andrea Lewis, doppiata da Gaia Bolognesi (st. 1-4) e da Elena Liberati (st. 5)
- Christine "Spike" Nelson (stagioni 3-7, ricorrente 1-2, guest 8-9), interpretata da Amanda Stepto.
- Caitlin Ryan (stagioni 3-5, ricorrente 1-2, guest 7), interpretata da Stacie Mistysyn, doppiata da Rachele Paolelli.
- Eleanor "Ellie" Nash (stagioni 3-7, ricorrente 2-8), interpretata da Stacey Farber, doppiata da Gemma Donati.
- Marco Del Rossi (stagioni 3-7, ricorrente 2-8, guest 9), interpretato da Adamo Ruggiero, doppiato da Daniele Raffaeli.
- Daphne Hatzilakos (stagioni 5-7, ricorrente 2-9, guest 8), interpretata da Melissa DiMarco, doppiata da Laura Romano (st. 5) e da Alessandra Korompay (st. 6).
- Jay Hogart (stagioni 5-7, ricorrente 3-9), interpretato da Mike Lobel, doppiato da Federico Di Pofi.
- Alex Nuñez (stagioni 5-6, ricorrente 3-4, guest 7), interpretata da Deanna Casaluce, doppiata da Ilaria Giorgino.
- Peter Stone (stagioni 5-10), interpretato da Jamie Johnston, doppiato da Luca Marinelli.
- Darcy Edwards (stagioni 6-7, ricorrente 4-5, guest 8), interpretata da Shenae Grimes, doppiata da Melissa Maccari.
- Daniel "Danny" Van Zandt (stagioni 7-9, ricorrente 4-6), interpretato da Dalmar Abuzeid.
- Derek Haig (stagioni 7-8, ricorrente 5-6), interpretato da Marc Donato.
- Mia Jones (stagioni 7-8, ricorrente 6, guest 9), interpretata da Nina Dobrev, doppiata da Francesca Rinaldi.
- Damian Hayes (stagione 7, guest 9), interpretato da Marzin Elsadig.
- Holly J. Sinclair (stagioni 7-11), interpretata da Charlotte Arnold.
- Anastacia "Jane Vaughn" Valieri (stagioni 7-9), interpretata da Paula Brancati.
- Chantay Black (stagioni 8-11, ricorrente 4-7), interpretato da Jajube Mandiela.
- Clare Edwards (stagioni 8-14, guest 6-7), interpretata da Aislinn Paul.
- Johnny DiMarco (stagioni 8-9, guest 6-10, ricorrente 7), interpretato da Scott Patterson.
- Anya MacPherson (stagioni 8-11, ricorrente 7), interpretata da Samantha Munro.
- Sav Bhandari (stagioni 8-11, ricorrente 7), interpretato da Raymond Ablack.
- Bruce the Moose (stagioni 8-9, ricorrente 7), interpretato da Natty Zavitz.
- Kelly Ashoona (stagione 8, guest 9), interpretata da Evan Williams.
- Leia Chang (stagioni 8-10), interpretata da Judy Jiao.
- K.C. Guthrie (stagioni 8-12), interpretato da Sam Earle.
- Connor Delaurier (stagioni 8-14), interpretato da A.J. Saudin.
- Alliah "Alli" Bhandari (stagioni 8-14), interpretata da Melinda Shankar.
- Blue Chessex (stagioni 8-9), interpretato da Jordan Hudyma.
- Riley Stavros (stagioni 8-11), interpretata da Argiris Karras.
- Fiona Coyne (stagioni 9-12), interpretata da Annie Clark.
- Declan Coyne (stagioni 9-10), interpretato da Landon Liboiron.
- Jenna Middleton (stagioni 9-14), interpretata da Jessica Tyler.
- Dave Turner (stagioni 9-12, guest 13), interpretato da Jahmil French.
- Wesley Betenkamp (stagioni 10-11, guest 9), interpretato da Spencer Van Wyck.
- Zane Park (stagioni 10-11, guest 9), interpretato da Shannon Kook.
- Elijah "Eli" Goldsworthy (stagioni 10-14), interpretato da Munro Chambers.
- Ms. Winnie Oh (stagioni 10-14), interpretata da Cory Lee
- Adam Torres (stagioni 10-13), interpretato da Jordan Todosey.
- Bianca DeSousa (stagioni 10-13), interpretata da Alicia Josipovic.
- Andrew "Drew" Torres (stagioni 10-14), interpretato da Luke Bilyk.
- Owen Milligan (stagioni 10-12), interpretato da Daniel Kelly.
- Marisol Lewis (stagioni 11-12, ricorrente 10), interpretata da Shanice Banton.
- Jake Martin (stagioni 11-12), interpretato da Justin Kelly.
- Katie Matlin (stagioni 11-12, guest 13-14), interpretata da Chloe Rose.
- Imogen Moreno (stagioni 11-14), interpretata da Cristine Prosperi.
- Tristan Milligan (stagioni 11-14), interpretato da Lyle Lettau.
- Maya Matlin (stagioni 11-14), interpretata da Olivia Scriven.
- Tori Santamaria (stagioni 11-12), interpretata da Alex Steele.
- Zig Novak (stagioni 11-14), interpretato da Ricardo Hoyos.
- Mo Mashkour (stagioni 11-12), interpretato da Jacob Neayem.
- Becky Baker (stagioni 12-14), interpretata da Sarah Fisher.
- Luke Baker (stagioni 12-14), interpretato da Craig Arnold.
- Mike Dallas (stagioni 12-14), interpretato da Demetrius Joyette.
- Campbell Saunders (stagione 12), interpretato da Dylan Everett.
- Zoe Rivas (stagioni 13-14), interpretata da Ana Golja.
- Winston Chu (stagioni 13-14), interpretato da Andre Kim.
- Miles Hollingsworth III (stagioni 13-14), interpretato da Eric Osborne.
- Frankie Hollingsworth (stagioni 13-14), interpretato da Sara Waisglass.
- Grace Cardinal (stagioni 13-14), interpretata da Nikki Gould.
- Jack Jones (stagioni 13-14), interpretato da Niamh Wilson.
- Tiny King (stagione 14, guest 13), interpretato da Richard Walters.
- Hunter Hollingsworth (stagione 14, guest 13), interpretato da Spencer MacPherson.
- Jonah Hakk (stagione 14),interpretato da Ehren Kassam.
- Lola Pacini (stagione 14), interpretata da Amanda Arcuri.
- Shay Powers (stagione 14), interpretato da Reiya Downs.
- Arlene Takahashi (stagione 14), interpretata da Devyn Nekoda.
- Roxanne Ventura (stagione 14), interpretata da Jordan Stovall.

## Episodi
I titoli degli episodi sono titoli di canzoni famose.
| Stagione                 | Episodi | Prima TV originale | Prima TV Italia |
| ------------------------ | ------- | ------------------ | --------------- |
| Prima stagione           | 15      | 2001-2002          | 2006            |
| Seconda stagione         | 22      | 2002-2003          | 2006            |
| Terza stagione           | 22      | 2003-2004          | 2006            |
| Quarta stagione          | 22      | 2004-2005          | 2010            |
| Quinta stagione          | 19      | 2005-2006          | 2010            |
| Sesta stagione           | 19      | 2006-2007          | 2010            |
| Settima stagione         | 24      | 2007-2008          | inedita         |
| Ottava stagione          | 22      | 2008-2009          | 2012            |
| Nona stagione            | 23      | 2009-2010          | 2012            |
| Decima stagione          | 44      | 2010-2011          | inedita         |
| Undicesima stagione      | 45      | 2011-2012          | inedita         |
| Dodicesima stagione      | 40      | 2012-2013          | inedita         |
| Tredicesima stagione     | 40      | 2013-2014          | inedita         |
| Quattordicesima stagione | 28      | 2014-2015          | inedita         |

## Premi
- 2015 – Young Artist Awards[2]
  - Miglior performance in una serie televisiva - Giovane attore non protagonista a Eric Osborne
  - Nomination Miglior performance in una serie televisiva - Giovane attore protagonista a Lyle Lettau
  - Nomination Miglior performance in una serie televisiva - Giovane attore ricorrente di anni 17-21 a Richard Walters